# Holaspina
Holaspina  es un género de ácaros perteneciente a la familia Parholaspididae.

## Especies
Holaspina Berlese, 1916
- Holaspina aboreus (Ishikawa, 1980)
- Holaspina alstoni (Evans, 1956)
- Holaspina bidentis (Tseng, 1993)
- Holaspina coalescens (Krantz, 1960)
- Holaspina comanatus (Tseng, 1993)
- Holaspina communis (Ishikawa, 1966)
- Holaspina cuneatus (Tseng, 1993)
- Holaspina dandongensis (Ma-Liming, 1998)
- Holaspina dentatus (Ishikawa, 1969)
- Holaspina extremiorientalis (Ishikawa, 1980)
- Holaspina hohuanshanensis (Tseng, 1993)
- Holaspina kentinus (Tseng, 1993)
- Holaspina liaoningensis (Ma-Liming, 1998)
- Holaspina marinus (Ishikawa, 1980)
- Holaspina maunaloaensis (Tenerio & Marshall, 1977)
- Holaspina multidentatus (Ishikawa, 1980)
- Holaspina muscorum (Ewing, 1909)
- Holaspina oblongus (Tseng, 1993)
- Holaspina ochraceus (Ishikawa)
- Holaspina paralstoni (Yin & Bei, 1993)
- Holaspina qianshanensis (Yin & Bei, 1993)
- Holaspina sanlinchiensis (Tseng, 1993)
- Holaspina schusteri (Hirschmann, 1966)
- Holaspina serratus (Ishikawa, 1967)
- Holaspina solimani (Metwali, 1983)
- Holaspina tantus (Tseng, 1993)
- Holaspina tenuipes (Berlese, 1904)
- Holaspina trifurcatus (Ishikawa)
- Holaspina tweediei (Evans, 1956)
- Holaspina uozumii (Ishikawa, 2002)
- Holaspina yakushimaensis (Ishikawa, 1980)